# رباب صدر

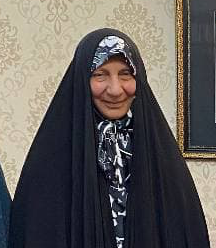
رباب صدر فرزند سید صدرالدین صدر و خواهر سید رضا صدر و سید موسی صدر رهبر شیعیان لبنان

رباب صدر (1944-) فعال و کنش‌گر ایرانی حقوق زنان، حقوق بشر، گفت‌وگوی بین‌الادیان و رئیس هیئت مدیره مؤسسات خیریه و اجتماعی امام موسی صدر است.

## زندگی
رباب صدر فرزند سید صدرالدین صدر و خواهر سید رضا صدر و سید موسی صدر رهبر شیعیان لبنان در سال ۱۳۲۳ در قم زاده شد. وی عمه سید محمد صدر (سیاستمدار) عضو فعلی  مجمع تشخیص مصلحت نظام و معاون سابق وزارت امور خارجه می‌باشد. او در سال ۱۹۶۲ به لبنان رفت و مدتی بعد با حسین شرف‌الدین نوه سید عبدالحسین شرف‌الدین رهبر درگذشته شیعیان لبنان ازدواج کرد و در همان‌جا اقامت گزید.

## تحصیلات
رباب صدر در کنار فعالیت‌های اجتماعی به ادامه تحصیل پرداخت و در سال ۱۹۹۴ لیسانس ادبیات و سال ۲۰۰۸ مدرک کارشناسی ارشد فلسفه و سال ۲۰۱۶ مدرک دکترای فلسفه خود را از دانشگاه لبنان گرفت. وی همچنین به زبان عربی، انگلیسی و فارسی تسلط کامل دارد.

## فعالیت‌های بشردوستانه
رباب صدر فعالیت‌های اجتماعی خود را بنا به دستور سید موسی صدر برای مشارکت در ایجاد شاخهٔ زنان مؤسسات خیریه وی آغاز کرد و بعد از آن مدیریت «بیت الفتاه» را نیز به عهده گرفت. پس از ناپدید شدن سید موسی صدر در ۳۱ اوت ۱۹۷۸ مطابق با ۹ شهریور ۱۳۵۷ مسؤلیت اداره مؤسسات امام صدر عملاً به عهده وی قرار گرفت. او یتیم خانه حضرت زهرا و مدرسهٔ پرستاری را نیز بنا نهاد.

## افتخارات
- مدال قدردانی (Cross Pro Merito Melitensi) از سوی نظام مستقل مالت (L’ordre Souverein de Malte) سال 1991[۴]
- جایزه طلایی (La Grande Médaille D’or avec Croix et Cordon)، که توسط کمیته خیریه و کار بشردوستانه در فرانسه سال 1992[۴]
- جایزهٔ سدار، رتبه شوالیه، 1993[۴]
- مدال ملی درخت ارس لبنان، رتبه شوالیه، 1993[۵]
- تقدیرنامه از دبیرکل سازمان ملل متحد[۵]
- در هفتهٔ حقوق بشر بیروت از 10 تا 14 دسامبر 2018 در دانشگاه قدیس یوسف بیروت برگزار شد، به پنج نهاد غیر دولتی جایزهٔ حقوق بشر اهدا شد که یکی از آن‌ها مؤسسات خیریه و اجتماعی امام موسی صدر بود. این جایزه به رباب صدر به نمایندگی از این نهاد تعلق گرفت.[۶]
- 10 نوامبر 2020 در میانه همه‌گیری کرونا، خانم آن گریلو، سفیر وقت فرانسه در لبنان با حضور در شهر صور، محل کنونی مؤسسات خیریه و اجتماعی امام موسی صدر، نشان افسری لژیون دونور را به پاس ۶۰ سال راهبری پروژه‌های بشردوستانه به نفع زنان و دختران جوان به رباب صدر اعطا کرد.[۷]

## کتاب‌ها
- الفلسفة الاصلاحیة في رؤية الإمام موسى الصدر وأعماله (2022)[۸]
- میریام: خاطرات رباب صدر (2024): کتاب میریام خاطرات خانم رباب صدر خواهر امام موسی صدر و مدیر مؤسسات خیریه و اجتماعی امام موسی صدر از هنگام تأسیس در سال ۱۳۴۲ شمسی است. این مؤسسات یکی از نهادهایی است که از سوی صدر، رهبر ایرانی شیعیان لبنان تأسیس شد و به تکفل دختران یتیم در جنوب لبنان می‌پردازد. دورهٔ تدوین کتاب میریام بسیار طولانی است. این کتاب حاصل ۱۸ جلسه مصاحبه از سال ۱۳۹۱ تا ۱۳۹۴  در تهران و لبنان سپس ۱۸ جلسه برای بازخوانی متن و دو مصاحبۀ تکمیلی در سال ۱۴۰۱ در لبنان و تهران است. نسخهٔ کاغذی کتاب میریام ۶۶۲ صفحه است و چاپ نخست آن در سال ۱۴۰۳ انجام گرفته است.[۹]

## مطالعه بیشتر
- Der neue Islam der Frauen: Weibliche Lebenspraxis in der globalisierten Moderne Fallstudien aus Afrika, Asien und Europa (اسلام نو زنان: کنش‌های زنانه‌ی زندگی در دنیای مدرن جهانی‌شده، بررسی‌های موردی از افریقا، آسیا و اروپا) (1999)[۱۰]
- Women of Lebanon: Interviews with Champions for Peace (زنان لبنان: مصاحبه‌هایی با قهرمانان صلح) (1998)[۱۱]